# Angelo de Mojana di Cologna
Angelo de Mojana di Cologna (1905-1988) fou Gran Mestre de l'Orde de Malta.
Durant el seu magisteri, que va durar un quart de segle (des de 12962 a 1988) l'Orde va continuar la seva expansió en el món, al servei dels malalts i dels pobres. Fra Angelo de Mojana es va dedicar a reformar l'orde i intensificar el seu paper diplomàtic. Fou l'únic sobirà contemporani que va repre el 1987 del papa Joan Pau II l'Orde Suprem de Crist, la màxima distinció de la seu apostòlica. També fou el darrer milanès a rebre el Toisó d'Or, honor que li va concedir Otto d'Habsburg el 30 de novembre de 1972.
A la seva mort, es va elegir de manera interina Jean Charles Pallavicini com a lloctinent de l'Orde per tal de portar a terme l'elecció del nou mestre.